# Marjada

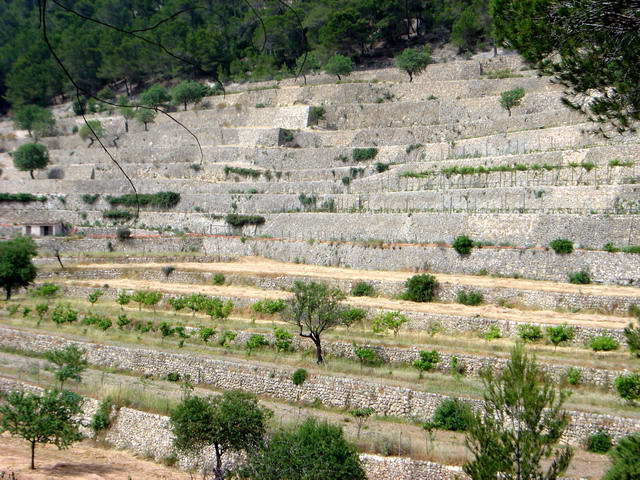
Marjades o feixes a Mallorca, en molt bon estat

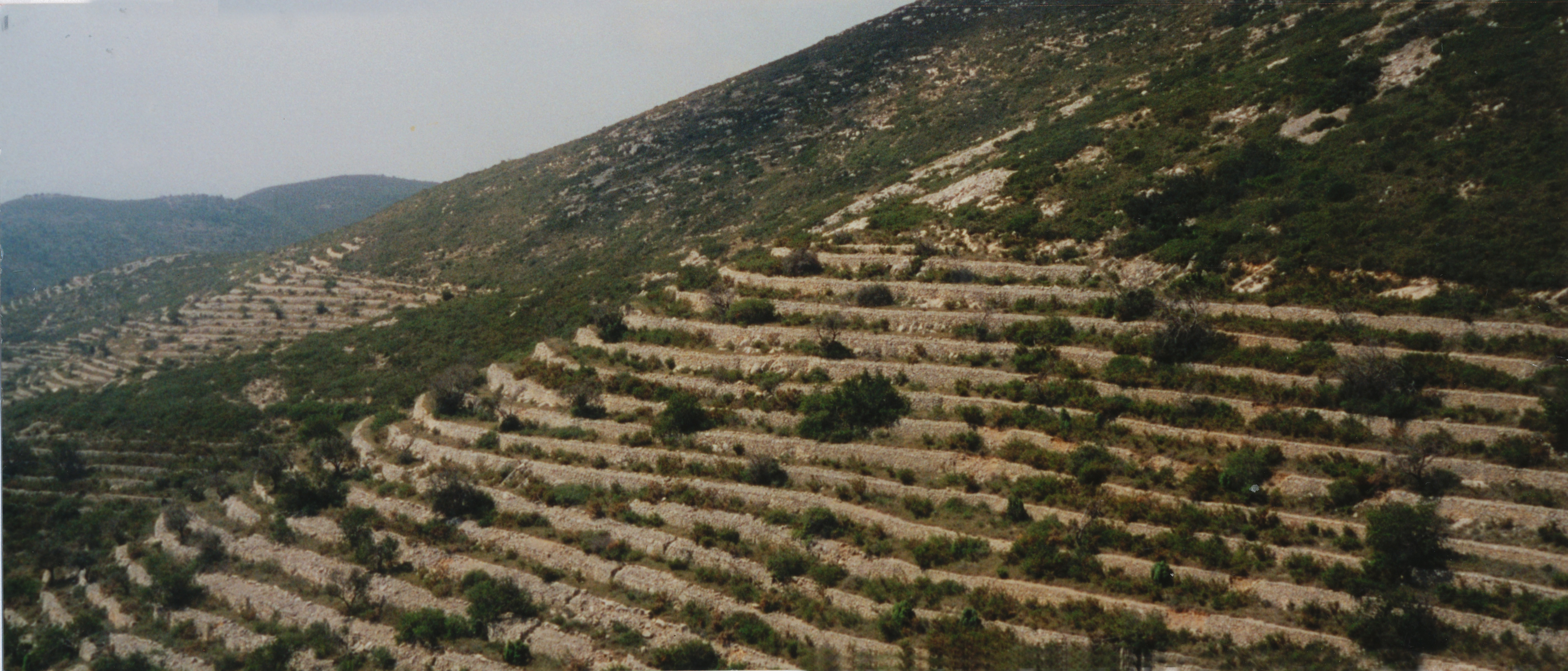
Bancals a Peníscola (Baix Maestrat)

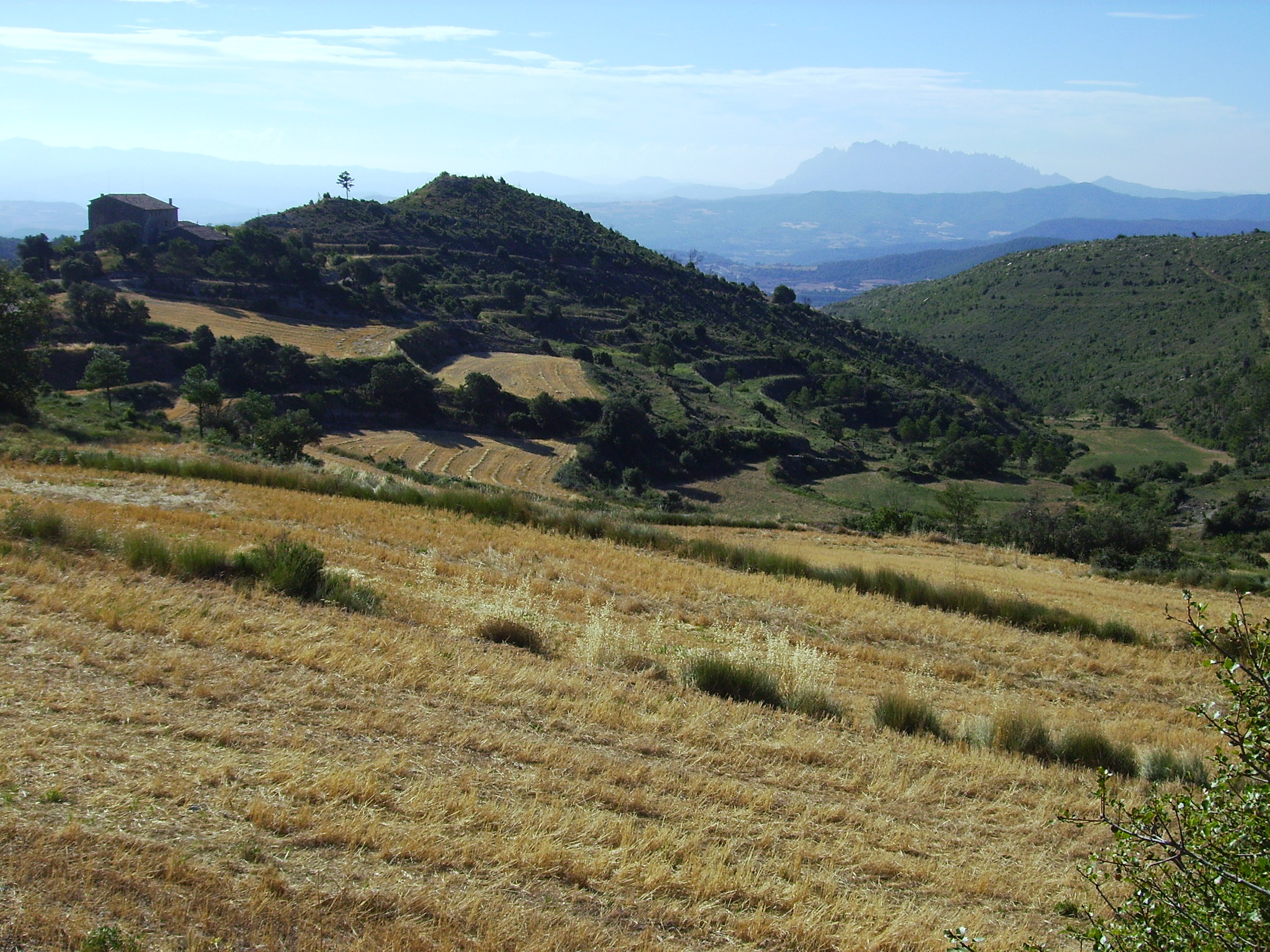
Feixes de conreu de secà (cereals i farratges) a Castelltallat (Bages)

Una marjada, una feixa o un bancal és una terrassa creada per la construcció d'un mur (marge o espona) fet usant la tècnica de la pedra seca en un coster d'una muntanya o un altre terreny rost. Es construeix o construïa per conservar la terra i poder-hi sembrar o, bàsicament, plantar arbres de secà com les oliveres, els ametllers i els garrofers, vinya, o fins per a horts. Un conjunt de marges formant una sèrie de marjades es pot anomenar una margenada o un vessant marjat.
La persona especialitzada en la construcció en pedra seca s'anomena marger, mestre marger o margenador.
A Mallorca, gairebé tota la serra de Tramuntana n'és plena, a causa dels seus desnivells. La majoria, ja foren construïts en l'època de la dominació musulmana de l'illa. Actualment, i a causa de l'abandonament dels cultius tradicionals, molts d'ells s'han esbaldregat.

## Distribució de les marjades[6]
La distribució de les marjades és fruit de la interrelació de l'home amb l'espai. En altres paraules, és fruit de la interrelació de les característiques físiques de l'espai i les necessitats humanes. Es poden diferenciar les següents marjades depenent de la distribució:
- Paral·lela contínua: els murs es disposen en alineacions paral·leles i es perllonguen al lIarg de tot el camp marjat de manera contínua o amb petites interrupcions. Pot presentar diferents tipus de marges (curvilinis o rectilinis) depenent del terreny. Tot això, hem de destacar la disposició concèntrica on els murs es distribueixen seguint línies mestres marcades per successius arcs de radi progressivament reduït, traçats a partir d'un centre comú.
- Paral·lela en ziga-zaga: els murs es diposen en alineacions aproximadament paral·leles i no es perllonguen al llarg de tot el camp marjat. Els trams sense murs constitueixen la via deconnexió entre les terrasses i dibuixen un accés en ziga-zaga. Amb aquest sistema es facilita la comunicació sense necessitat de crear estructures per remuntar les marjades.
- Geomètrica no paral·lela: les marjades, individualment, estan traçades seguint patrons geometrics més o menys artificials, però el conjunt no s'ajusta a solucions regulars. S'aplica com a solució constructiva en els indrets de poc pendent, a terrasses fluvials i a fons de tàlvegs.
- No geomètrica: les marjades no segueixen cap tipus d'ordre i s'integren en el modelat natural del terreny. Aquesta tipologia apareix ben representada en els casos de microrelleu molt remarcat com roquissars i terrenys intensament carstificats.